# スティービー・レイ
スティービー・レイ（Stevie Ray、本名：Lane Steven Huffman、1958年8月22日 - ）は、アメリカ合衆国の元プロレスラー。テキサス州ヒューストン出身のアフリカ系アメリカ人。
現役選手時代は実弟のブッカー・Tとのタッグチーム "ハーレム・ヒート" などで活動した。

## 来歴
1989年、師匠のイワン・プトスキーが主宰していたテキサスのインディー団体においてスーパー・コライダー（Super Collider）のリングネームでデビュー。1991年、ダラスのグローバル・レスリング・フェデレーション（GWF）にてスティービー・レイ（Stevie Ray）と改名し、弟のブッカー・Tとエボニー・エクスペリエンス（The Ebony Experience）を結成。ベビーフェイスのポジションで活動し、1992年から1993年にかけてGWFタッグ王座を通算3回獲得した。1992年10月には「ブラック・ボンバーズ」の名義で桜田一男らが主宰していたネットワーク・オブ・レスリングに初来日している。

1993年8月、ブッカー・Tと共にWCWに参戦。カーネル・ロバート・パーカーをマネージャーに迎えてヒールに転向し、ニューヨークのハーレム出身という設定のもと、チーム名をハーレム・ヒート（Harlem Heat）に改めた。1994年からはシスター・シェリーを新しいマネージャーに、12月にマーカス・バグウェル&ザ・パトリオットからWCW世界タッグ王座を奪取。以降1997年までブッカー・Tとのハーレム・ヒートで活躍、同タッグ王座を再三に渡って獲得した。この間、1996年3月には新日本プロレスに揃って来日している。
1997年秋、ミング&ザ・バーバリアンとの試合で足首を負傷。長期欠場を余儀なくされ、その間にブッカー・Tはベビーフェイスのシングル・プレイヤーとして成功を収める。しかし、復帰後のスティービー・レイは弟と袂を分かち、1998年にハリウッド・ハルク・ホーガンの誘いでnWoに加入。ブライアン・アダムスやスコット・ノートンなどで構成されたnWoブラック&ホワイト（nWo black & white）と呼ばれるBチームのリーダー格となった。
1999年、ブッカー・Tの説得によりnWoを離れ、フェイスターンしてハーレム・ヒートを再結成。8月にバンバン・ビガロ&クリス・キャニオンを破り、WCW世界タッグ王座に返り咲く。10月のPPV "Halloween Havoc 1999" ではコナン&ビリー・キッドマン、ブライアン・ノッブス&ヒュー・モラスとのトリプルスレットマッチを征して、同タッグ王座への10度目の戴冠を果たした。
しかし、ブッカー・Tがハーレム・ヒートのセコンドとして黒人女性ボディビルダーのミッドナイトを帯同し始めたことにより、兄弟の間に再び亀裂が発生。ミッドナイトとのミックスドマッチに敗れたことを機にスティービーはヒールに戻り、ビッグ・Tを新しいパートナーにハーレム・ヒート2000（Harlem Heat 2000）を結成、「ハーレム・ヒート」の名称使用権を巡り実弟との骨肉の抗争を展開する。悪徳弁護士のJ・ビッグスをマネージャーに雇い、入場テーマ曲やリングネームの変更をブッカー・Tに強要するなどしたが、2000年3月のPPV "Uncensored 2000" にてブッカー&ビリー・キッドマンに敗退。以後ハーレム・ヒート2000は解散、スティービー・レイは現役を離れて "WCW Thunder" のカラー・コメンテーターに転じた。
2001年のWCW崩壊後はオーストラリアのワールド・レスリング・オールスターズ参戦を経て、2002年に引退。リタイア後は2005年に地元のヒューストンにてプロレスリング・アカデミー併設のインディー団体PWA（Pro Wrestling Academy）をブッカー・Tと共に主宰。元WWEスーパースターのブギーマンもPWAで再トレーニングを積んでいた。
2019年4月6日、ブッカー・Tとのハーレム・ヒートとしてWWE殿堂に迎えられた。

## 得意技
- 110thストリート・スラム（110th Street Slam）
- スラップジャック（Slapjack）
- ベアハッグ
- バックブリーカー
- フライング・クローズライン

## 獲得タイトル
グローバル・レスリング・フェデレーション
- GWF北米ヘビー級王座：1回[10]
- GWFタッグ王座：3回（w / ブッカー・T）[1]

ワールド・チャンピオンシップ・レスリング
- WCW世界タッグ王座：10回（w / ブッカー・T）[2]

ワールド・レスリング・エンターテインメント
- WWE殿堂 : 2019年度（ハーレム・ヒートとして）